# Tuftonboro
Tuftonboro è un comune degli Stati Uniti d'America facente parte della contea di Carroll, nello stato del New Hampshire.